# Jezioro Dołgie Wielkie (Wybrzeże Słowińskie)
Jezioro Dołgie Wielkie (kaszb. Jezoro Dôłdżé Wiôldżé) – jezioro położone na obszarze Wybrzeża Słowińskiego w Słowińskim Parku Narodowym (powiat słupski, województwo pomorskie).
Jezioro wraz ze zbiorowiskami szuwarowymi oraz torfowiskiem przejściowym w strefie brzegowej wchodzi w skład obszaru ochrony ścisłej „Dołgie Wielkie” o powierzchni 146,75 ha.

## Podstawowe dane statystyczne
- Obszar jeziora – 156,4 ha
- Maksymalna głębokość – 2,9 m